# Dubbeltje

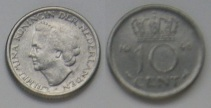
Dubbeltje, nikkel, koningin Wilhelmina, 1948

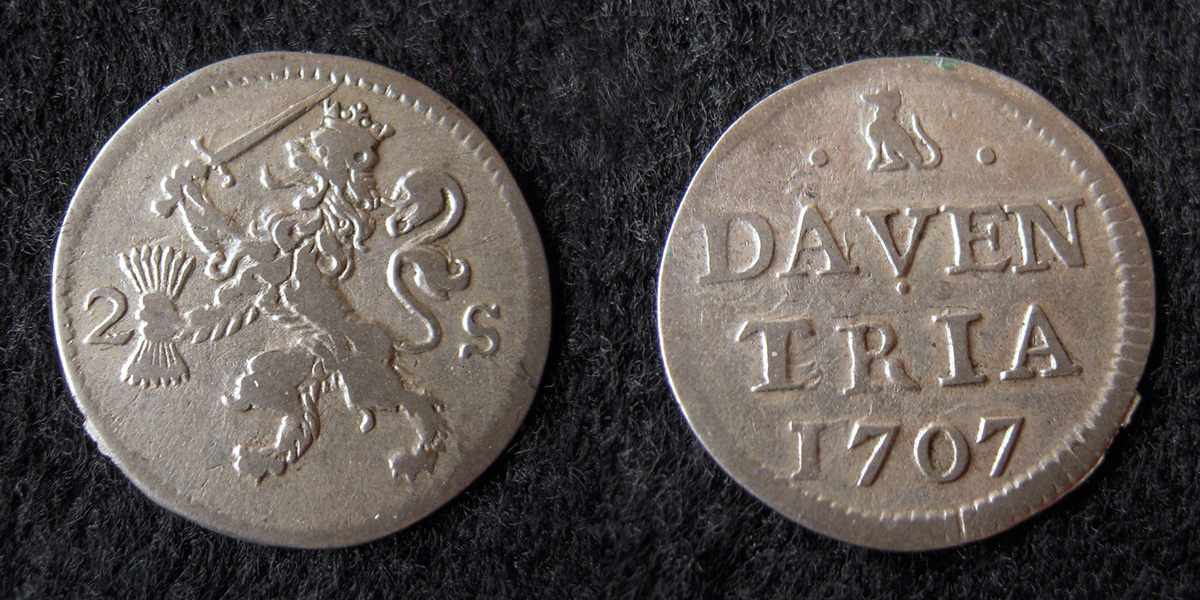
Dubbele stuiver van de stad Deventer, zilver, 1707.

Een dubbeltje is een klein voormalig Nederlands geldstuk, een munt, oorspronkelijk van zilver, met een waarde van een tiende gulden. Het muntstuk van 10 eurocent wordt ook wel een dubbeltje genoemd.
De naam dubbeltje vond zijn oorsprong in het feit dat het geldstuk twee stuivers waard was (dubbele stuiver). Na de invoering van het decimale stelsel in Nederland (rond 1800) werd het muntje van 10 cent dubbeltje genoemd. De diameter bedraagt 15 mm. In Nederland waren destijds – bij het begin van de twintigste eeuw – de zilveren stuiver (0,685 gram) en het halfje (1,25 gram) nog kleiner.
Een dubbeltje werd in het Bargoens ook wel beisje genoemd. De term komt uit het Nederlands-Jiddisch, waarin beis verwijst naar de waarde van twee stuivers.
In informele taal wordt ook wel gesproken van een duppie.
De eerste dubbeltjes van het Koninkrijk der Nederlanden werden geslagen in 1818. Het was een gering aantal, en de verzamelaarswaarde is hoog. In 2017 werd een exemplaar verkocht voor € 75.000.

## Trivia
- De opening in het midden van een cd omsluit precies de grootte van een dubbeltje. Joop Sinjou, hoofd ontwikkeling audioproducten van Philips, noemde het bepalen van de diameter van het gat in de cd de snelste beslissing in de ontwikkelingsfase: "Ik legde een dubbeltje op tafel en dat werd de maat."[2]
- Dagobert Duck bezit een geluksdubbeltje. Zwarte Magica probeert dit in verschillende verhalen in haar bezit te krijgen.